# Kogel (Toponym)

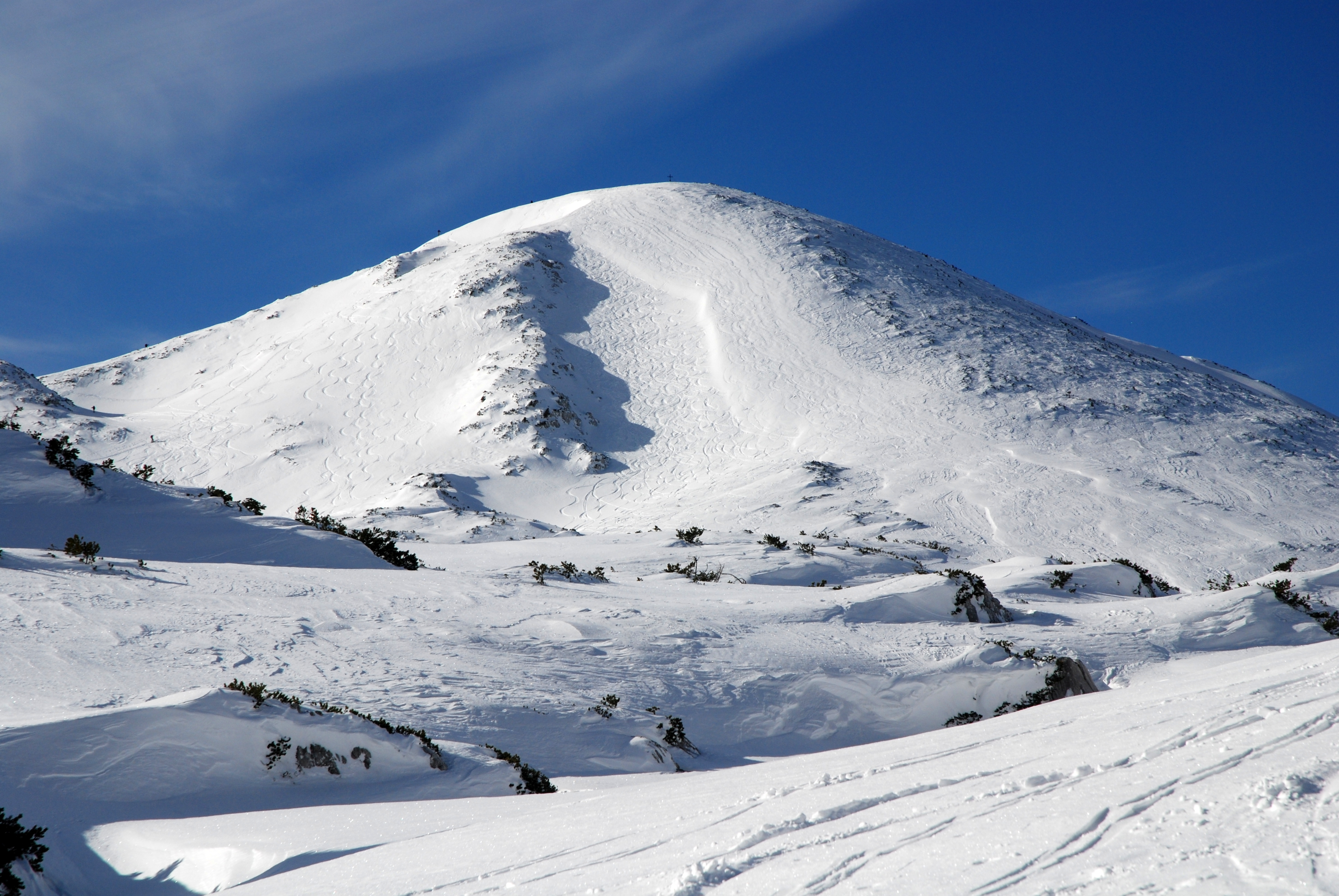
Großer Höllkogel, Österreich

Kogel und Kofel sind zwei Toponyme (Oronyme), die eine Gipfel-Form bezeichnen.
Das Wort Kogel, ‚Bergkuppe‘ oder ‚Berg mit rundlichem Gipfel‘, in den Namen oft auch synkopiert-verschliffen Kogl, oder als Kögel verkleinert, ist in seiner Etymologie ungeklärt. Es könnte möglicherweise von lateinisch cucullus ‚Kapuze‘ (alt: Gugel) herstammen
(vgl. dazu den Ort Cucullae und [Kalte] Kuchel als Berg-/Passname).
Eine andere Erklärung wäre von lateinisch collis ‚Hügel‘.
Vielleicht ist es auch autochthon altbairisch. Der Bezug auf eine Form findet sich jedenfalls konkret in Kogelberg (Kögelberg).
Das ähnliche Kofel hingegen, das nicht rundliche Kuppen, sondern schroffe felsige Spitzen bezeichnet, wird explizit zu einer anderen Wurzel gesehen, und zwar einem (rekonstruierten) romanischen Wort cubulum ‚Höhle, Felsen‘, das sich dialektal in Gufel ‚Felshöhle, überhängende Wand‘ findet. Im Sprachgebrauch sind Kofel und Kogel dort, wo es beide Worte gibt, als Bergname in der Bedeutung streng geschieden. Ein Sonderfall ist der Patscherkofel bei Innsbruck, den schon die Kartografen Peter Anich und Blasius Hueber im Atlas Tyrolensis als Kofel bezeichnet haben, obwohl der Berg aufgrund seiner Morphologie geradezu als Archetyp eines Kogels gelten kann.
Eine weitere Variante ist Kobel, vielleicht schon in der Nähe zu Tobel als konvexe Kehrform.
Als Orts- und Familiennamen – als Herkunftsname, der am/beim Kogel wohnt‘, insbesondere als Kogler und Zusammensetzungen – ist das Wort in fast ganz Österreich und Bayern heimisch und sehr produktiv, Kofel – und Kofler – hingegen sind primär tirolisch-kärntnerisch, also mittel- bis südbairisch.
Wasenkogel, zum Dialektausdruck Wasen (‚Rasen, Grassode‘), bezeichnet eine grasbestandene Gipfelflur (salzburgisch-bayerisch). Grasbewachsene und rundliche Gipfel kommen vergleichsweise selten vor, knapp an der Baumgrenze oder wegen spezieller Vegetationsbedingungen. Als Flurname ist es aber recht selten.
Andernorts oder parallel findet sich dafür Grasberg, in Kombination mit Felsabbrüchen alemannisch auch Fluh.